# Freienfeld
Freienfeld (italià Campo di Trens) és un municipi italià, dins de la província autònoma de Tirol del Sud. És un dels municipis del districte i vall de Wipptal. L'any 2007 tenia 2.460 habitants. Comprèn les fraccions d'Egg (Pruno), Elzenbaum, Flans (Flanes), Mauls (Mules), Niederried (Novale Basso), Pfulters (Fuldres), Ritzail (Rizzolo), Sprechenstein (Castelpietra), Stilfes (Stilves), Trens i Valgenäun (Valgenauna). Limita amb els municipis de Franzensfeste (Fortezza), Ratschings (Racines), Mühlbach (Rio di Pusteria), Sarntal (Sarentino), Pfitsch (Val di Vizze), i Sterzing (Vipiteno).

## Situació lingüística
| Pertinença lingüística (cens 2001) | 96,22% alemany |
| Pertinença lingüística (cens 2001) | 3,30% italià   |
| Pertinença lingüística (cens 2001) | 0,48% ladí     |

## Administració

Territori comunal

| Període | Identitat    | Partit |
| ------- | ------------ | ------ |
| 2004-   | Armin Holzer | SVP    |